# Societas eruditorum incognitorum in terris Austriacis
Societas eruditorum incognitorum in terris Austriacis (česky Společnost neznámých učenců v zemích rakouských) byla učená společnost založená v Olomouci roku 1746 a rozpuštěná roku 1751 (podle alternativního zdroje 1758), první společnost toho druhu na území ovládaném rakouskými Habsburky. Iniciativa k jejímu založení vyšla od cestovatele a literáta barona Josefa Petrasche. Časopis této společnosti, nazvaný Monatliche Auszüge alt- und neuer gelehrter Sachen („Měsíční výtahy starších a novějších učeností“), byl prvním vědeckým časopisem na území Habsburské monarchie.

## Pozadí vzniku
Když se Habsburkové zmocnili českého trůnu v roce 1526, tak bylo až 90 % obyvatel českých zemí protestantského vyznání. Olomouc, jakožto sídlo biskupa, se stala centrem protireformačního úsilí. Jezuité zde v roce 1566 založili akademii, která byla v roce 1573 povýšena na univerzitu. Při univerzitě byl v roce 1578 ustaven zvláštní papežský seminář Collegium Nordicum. Zpočátku jezuité soupeřili se školami Jednoty bratrské, po třicetileté válce však získali naprostý monopol ve vzdělávání. Ten byl však záhy nabourán, když se moravská šlechta snažila rozšířit vyučování na univerzitě i mimo oblasti filosofie a teologie. V roce 1679 byla na univerzitě ustavena sekulární právnická profesura, a v roce 1725 byla ustavena Stavovská akademie, obě čelící velmi silné jezuitské reakci.
Zřejmě to byla právě ona silná jezuitská reakce, která vedla k tomu, že v roce 1746 pak absolvent Fakulty filosofie Olomoucké univerzity Joseph Leopold von Petrasch získal svolení císařovny Marie Terezie k založení učené společnosti.

## Členové
Petraschovi se podařilo získat pro společnost mnoho významných osobností Střední Evropy. Byli mezi nimi příslušníci šlechty, státní úředníci (například Theodor Anton Taulow von Rosenthal a Johann Chr. von Jordan) i kněžští historikové (benediktini Oliver Legipont, Magnoald Ziegelbauer a Hieronymus Pez) a církevní osobnosti (olomoucký kanovník František Řehoř Giannini aj.). Dále měla společnost také množství dopisujících členů, mezi nimi německého kritika, dramatika a reformátora německého jazyka Johanna Christopha Gottscheda, slovenského zakladatele moderní uherské vlastivědy Mateje Bela, vedoucí italské vzdělance jako Ludovico Antonio Muratori a Angelo Maria Quirini, ale také Čecha Josefa Bonaventuru Pitera.
Členové byli označováni za anonymní s cílem vyhnout se represím ze strany cenzurních úřadů.

## Časopis
Společnost vydávala první vědecký časopis na území Habsburské monarchie – Monatliche Auszüge alt- und neuer gelehrter Sachen – jehož každé vydání mělo přibližně 80 stran. Byl k dostání v Olomouci, Brně, Praze a Vídni, ale také u knihkupců v Norimberku, Vratislavi, Lipsku či Budyšíně.

## Zaměření
Společnost (stejně jako časopis) se zaměřovala na reformu a propagaci německého jazyka a na šíření osvícenských myšlenek. Propagovala různé proudy, mezi nimiž měly dva zvláštní význam: filosofický racionalismus Christiana Wolffa, tedy praktický přístup k filosofii, jenž byl na Moravě kombinován s katolickým reformismem L. A. Muratoriho; a také škola kritické historiografie vycházející z Jeana Mabillona.
Německojazyčným zaměřením se společnost nevymezovala ani tak proti češtině, jako spíše proti užívání latiny jakožto lingvy franky a také proti galské mánii tehdejší vysoké německé společnosti.
Společnost sice získala císařské zmocnění, avšak silná reakce v jezuity ovládaném městě, problémy s vídeňskými cenzory, stejně jako neshody uvnitř Společnosti, vedly k jejímu brzkému zániku. I přesto však Společnost, a zejména její časopis, znamenala průlom: byla prvním pokusem sjednotit učence, diletanty a šlechtu Habsburské monarchie, a přivést je do kontaktu s pan-evropskou intelektuální komunitou.